# زیردریایی یو-۹۵۷
زیردریایی یو-۹۵۷ (به انگلیسی: German submarine U-957) یک زیردریایی بود که طول آن ۶۷٫۱ متر (۲۲۰ فوت ۲ اینچ) بود. این زیردریایی در سال ۱۹۴۲ ساخته شد.